# تكنولوجيا الإنجاب
تكنولوجيا الإنجاب (بالإنجليزية: reproductive technology)  تشمل جميع الفقنيات الحالية والمتوقعة في مجال التكاثر البشري والحيواني، بما فيها تقنية الإنجاب بالمساعدة، و التخصيب الاصطناعي أووسائل منع الحمل وغيرها. تستلزم مجموعة من الأجهزة والإجراءات التي تمكن من تحقيق التكاثر الآمن والمحسن والصحي. هدف هذه التكنولوجيا هو تقديم خيارات للأزواج الذين يعانون من العقم لكي يتمكنوا من إنجاب الأطفال. وتشير الأبحاث إلى أن استخدام تكنولوجيا الإنجاب في تزايد مستمر.

## نظرة عامة
تقنية الإنجاب المساعدة (ART) هي استخدام تكنولوجيا الإنجاب لعلاج ضعف الخصوبة أو العقم. هناك الملايين من الأزواج الذين لا يستطيعون الإنجاب بأنفسهم بسبب العقم لذاك يجب عليهم اللجوء إلى هذه التقنيات الحديثة. والأسباب الرئيسية للعقم هي الإختلالات الهرمونية والتشوهات التشريحية. وتشمل تقنية الإنجاب بالمساعدة الإخصاب في المختبر وتوسعاته المحتملة  التقنيات الأتية:
- التلقيح الإصطناعي (IVF)
- التكاثر الإصطناعي
- الإستنساخ (الإستنساخ البشري للحالة الخاصة للبشر)
- نقل السيتوبلازم[4]
- حفظ الحيوانات المنوية والبويضات والأجنة
- نقل الأجنة
- دواء الخصوبة
- العلاج بالهرمونات
- الإخصاب في المختبر
- حقن الحيوانات المنوية داخل الأنابيب
- الأمشاج الناتجة في المختبر
- التشخيص الوراثي قبل الغرس

### دور جمعية التكنولوجيا الإنجابية المساعدة (SART)
في عام 1981، بعد وقت قصير من ولادة إليزابيث كار، أول طفلة تستخدم تقنية التلقيح الاصطناعي (IVF) في الولايات المتحدة، جمع الدكتور هوارد جونز كبار الممارسين في برامج التلقيح الصناعي الخمسة الموجودة في الولايات المتحدة (نورفولك، فاندربيلت، جامعة تكساس في هيوستن، وجامعة جنوب كاليفورنيا، وييل) لمناقشة إنشاء سجل وطني لمحاولات التلقيح الاصطناعي ونتائجه. وبعد ذلك بعامين، في عام 1985، أسس د. آلان ديشيرني وريتشارد مارس جمعية تكنولوجيا الإنجاب المساعدة (SART) كمجموعة اهتمامات خاصة في جمعية الخصوبة الأمريكية
على مدى السنوات التي تلت ذلك، توسعت أنشطة SART إلى ما هو أبعد من مجرد جمع نتائج التكنولوجيا الإنجابية المساعدة (ART)
تم تأسيس SART في غضون سنوات قليلة من العلاج المضاد للفيروسات القهقرية في الولايات المتحدة، ولم يقدم تقريرًا عن تطور رعاية العقم فحسب، بل قام أيضًا بتوجيهه نحو تحسين النجاح والسلامة. وقد استفاد نجاح العلاج المضاد للفيروسات القهقرية في الولايات المتحدة بشكل كبير من دور SART, كما انها تواصل وضع المعايير وقيادة الطريق.

### التنبؤات
يمكن للتقنية الإنجابية أن تثري تنظيم الأسرة عن طريق تقديم تشخيصات فردية بخصوص إحتمالية الحمل و تسهل مراقبة المبيض الاحتياطي، وديناميكيات الورم والمؤشرات الحيوية المرتبطة بها في الإناث، وتحليل السائل المنوي عند الذكور.

### منع الحمل
منع الحمل ويُعرف أيضاً بـ تحديد النسل وتنظيم الخصوبة وتنظيم النسل هو شكل من أشكال تكنولوجيا الإنجاب التي تخول الناس للسيطرة على خصوبتهم. هذا أمر شاق مع التكاثر، وهو قدرة المحيط على إدامة الجنس البشري وينظر إليه اليوم على أنه حق من الحقوق في المجتمع. ويشعر الذكور والإناث بالضغط من أجل أن يكونوا من الذكور أو الإناث بشكل كلي ويجب عليهم الإنجاب.
تتضمن وسائل تحديد النسل الوسائل الحاجزة والوسائل الهرمونية واللوالب الرحمية والتعقيم والوسائل السلوكية.

### تقنيات أخرى
التقنيات الإنجابية التالية حاليا ليست للإستخدام السريري الروتيني، معظمها لا يزال قيد التطوير.
- الأرحام الإصطناعية
- تقنيات الإختيار الجرثومي
- التوالد الجيني في المختبر
- علم الوراثة

#### الإنجاب من نفس الجنس
يدرس البحث حاليا عن إمكانية الإنجاب من نفس الجنس، مما ينتج نسل مع جينية متساوية من إثنين من الإناث أو إثنين من الذكور. وأصبح هذا النمط من التكاثر ممكنا عن طريق إنشاء حيوانات منوية (تحتوي المادة الوراثية للإنثى) أو بويضات ذكر (تحتوي على المادة الوراثية للذكر). والإنجاب من نفس الجنس من شأنه أن تلغى الحاجة لتعمد الزوجان المثليان وللمثليون على شخص ثالث أن يتبرع لحيوان منوي أو بويضة للإنجاب. وحدث أول تطور مهم في عام 1991، لطلب براءة إختراع قدمته يوبيين للعلماء لعلاج الحيوانات المنوية للذكور باستخراج بعض الحيوانات المنوية وتصحيح العيب الوراثي في المختبر ومن ثم حقن الحيوانات المنوية مرة أخرى في خصيتي الذك ر. بينما الغالبية العظمى التي طلبت براءة الإختراع التي تعاملت مع الحيوانات المنوية للذكور، اقترح أحد الاشخاص أن الإجراء سيعمل به مه خلاياXX، أي أن تجلب الخلايا من امراءة بالغة لإنتاج الحيوانات المنوية الأنثوية.
في العقدين التاليين، أصبحت فكرة الحيوانات المنوية أكثر واقعية. في عام1997، أكد العلماء جزئيا على مثل هذة التقنيات بإنشاء أنثى الحيوانات المنوية بطريقة مشابهة. وقد عملوا ذلك من خلال حقن خلايا جذعية دموية من دجاجة أنثى بالغة في خصيتي دجاج ذكر. وفي عام2004، ابتكر علماء يابانيون أخرون نسلين من خلال الجمع بين بيض فئران بالغتان.
في عام2008، تم إجراء بحث خاص لآلية تكوين الحيوانات المنوية البشرية وقاموا باستخدام الكروموسوماتY الإصطناعية أو الطبيعية وزراعة الخصية. تنبأت مجموعة مقرها المملكة المتحدة بأنها سوف تكون قادرة على إنشاء الحيوانات المنوية البشرية في غضون خمس سنوات. حتى الآن لم يتم تحقيق أي نجاحات حاسمة.
في عام 2018، أنتج علماء الأبحاث الصينيون 29 ذرية فئران قابل للحياة من اثنين من فئران الام من خلال تكوين هياكل تشبة الحيوانات المنوية من الخلايا الجذعية الجينية أحادية الصيغة من خلال استخدام تحرير الجينات لتغيير المناطق المطبوعة على الحمض النووي. ولم يتمكنوا من الحصول على ذرية قابلة للحياة من الوالدين. وأوضح خبراء أن هناك فرصة ضئيلة لتطبيق هذه التقنيات على البشر في المستقبل القريب.
التأثيرعلى الصحة والمجتمع
تعتبر تكنولوجيا الإنجاب الحديثة موضوعًا ذا أهمية متزايدة في الأبحاث العلمية، حيث يتم تناول تأثيراتها على الصحة العامة والبيئة. بدأت هذه الأبحاث في أواخر القرن الثامن عشر، مع تطور الأفكار والنظريات المتعلقة بالخصوبة. تم طرح العديد من الأسئلة حول كيفية تأثير تقنيات الإنجاب على الحياة الاجتماعية والنفسية للأفراد.
تظهر الدراسات أن هذه التكنولوجيا ليست مجرد وسيلة لتحقيق الإنجاب، بل تؤثر أيضًا على جوانب أخرى مثل الهوية والمكانة الاجتماعية. في هذا السياق، يمكن أن تكون لتكنولوجيا الإنجاب آثار إيجابية وسلبية على المجتمعات، مما يتطلب تحليلًا دقيقًا وتوازنًا بين الفوائد والمخاطر.
من المهم أن تستمر الأبحاث في هذا المجال لتعزيز فهمنا لتأثير تكنولوجيا الإنجاب، خاصة في ظل التغيرات السريعة في التقنيات والبيانات المتاحة.

## قضايا أخلاقية
قطعت هذه التقنيات الإنجابية شوطا طويلا في السنوات العشرينية الماضية، وسوف تستمر في القيام بخطوات واسعة.  عدة أسئلة أخلاقية يمكن أن تطرح، مثلا من أين يأتي الأطفال؟  غالبا يبدو الرد بديهيا : إذا الرجل والمرأة أحبا بعضهما البعض ولديهم الرغبة في الحمل وربما لا يستطيعان. الآن هناك آلية استخدام التخصيب في الختبر، وأدوية الخصوبة، والمتبرعين بالحيوانات المنوية/ والبويضة، والنظر في الكتالوج لإختيار نوع الطفل الذي يوريدونه. هذا التقدم التكنولوجي الجديد لديه الكثير من المعضلات الأخلاقية التي تحيط به، لأنه سيؤدي إلى دفع المزيد من الرسوم الباهظة، ومما سوف يؤدي إلى عدم المساواة في إمطانية استعمال هاته التقنية. وهناك قلق ما إذا كانت الأجيال القادمة من الولادات الطبيعية ستسيطر عليها فئة رئيسية محسنة وراثيا، وأدت العديد من قضايا التقنية الإنجابية إلى ظهور مشكلات أخلاقية حيوية، ونظرا لأن التكنولوجيا غالبا ما تغير الافتراضات التي تكمن وراء الأنظمة الحالية للأخلاق الجنسية والإنجابية. وتظهر دروس أخلاقية أخرى مع تطبيق التقنيات الانجابية بالمساعدة على النساء في العمر المتقدم، اللاتي لديهن تغييرات عالية في المضاعفات الطبية (بما فيها مقدمات الارتعاج)، ومن الممكن تطبيقة في المستقبل على النساء بعد انقطاع الطمث. وايضا، تنشأ القضايا الأخلاقية لتعزيز الإنسان عندما تطورت التقنية الإنجابية لتكون تقنية محتملة ليس فقط للأشخاص الذين يعانون من الانجاب التكاثري ولكن أيضا للأشخاص الإصحاء المعاد إنتاجهم.
ومن الجانب السلبي، إذا تم طرح هذه المسألة على جميع أنحاء البلاد بين بنوك الحيوانات المنوية المختلفة، فكيف يمكننا معرفة من أي أصل جيني يعتبر؟. ويمكن أن يؤدي هذا إلى زواج عائلي داخلي (بمعنى وراثي)، مما قد يتسبب في العديد من العيوب الجينية في الأجيال القادمة. فالواقع، من الممكن أن تعيق هذه التطورات الجنس البشري. وفي نهاية مشروع الجينوم البشري، الذي أصبح سريعا، فأصبح السيناريو أكثر تشويق.
انظر إلى الجزيئات الفردية للحصول على التفاصيل

## في السينما والأدب
- شهدت الأفلام وغيرها من الروايات التي تصور المشاعر العاطفية المعاصرة لتكنولوجيا الإنجاب المعاصر المساعدة أول ارتفاع في الفصل الـخير من العقد2000، بالرغم أن التقنيات كانت متاحة لعقود.[17]
- وقد تناول الخيال العلمي موضوعات خلق الحياة من خلال طرق أخرى غير الطرق التقليدية مند عهد فرانكنشتاين ماري شيلي. وفي القرن العشرين، وكان عالم ألدوس هوكسلي الجديد الشجاع لعام1932 أول عمل خيالي رئيسي لتوقع العواقب الإجتماعية المحتملة لتكنولوجيا الإنجاب. وتم عكس وجهة نظرة السلبية بشكل كبير عندما قام المؤلف بإعادة النظر في نفس المواضيع في روايته النهائية المثالي، الجزيرة 1962.